# 前園主計
前園 主計（まえその しゅけい、1932年5月2日 - 2022年6月19日）は、日本の図書館情報学者。

## 人物・来歴
鹿児島県指宿市生まれ。慶應義塾大学文学部図書館学科卒業。米国コロンビア大学図書館学校に学ぶ。日本生産性本部図書室長を経て、1975年青山学院女子短期大学教授、図書館長。2002年定年退職、名誉教授、山梨英和大学教授・図書館長。2018年同大学退職。

## 著書
- 『読書法 ライバルはこう読んでいる』 (Nikkei know-how books) 日本経済新聞社, 1970
- 『情報活用法 ビジネスマンの情報生活』中央経済社, 1981.1
- 『読む技術 速読・熟読・自在読みのマニュアル』 (ことばの訓練教室) 日本経済新聞社, 1985.11
- 『人にめぐまれ ある生涯の記録』日外アソシエーツ, 2018.1

### 共編著
- 『現代図書館学講座 2 図書館資料論』前園主計 [ほか]共著 東京書籍, 1983.9
- 『図書館サービス論』 (新現代図書館学講座 編著. 東京書籍, 1998.1